# 10 Dywizja Strzelecka (ZSRR)
10 Dywizja Strzelecka Kraju Północnego odznaczona Orderem Czerwonego Sztandaru (ros. 10-я стрелковая Краснознамённая дивизия имени Северного края) – związek taktyczny piechoty Armii Czerwonej.

## Historia
Sformowana w 1922 na bazie 29 Brygady Strzeleckiej. W czerwcu 1941 roku pod dowództwem pułkownika I.I. Fadiejewa w składzie 10 Korpusu Strzeleckiego 8 Armii Okręgu Bałtyckiego.

## Struktura organizacyjna
- 62 pułk strzelecki
- 98 pułk strzelecki
- 204 pułk strzelecki
- 30 pułk artylerii lekkiej (od 22 lipca 1941 do 9 maja 1945
- 140 pułk artylerii haubic (od 22.06.1941 do 08.01.1942, potem wykorzystany na dokompletowanie 30 pal)
- 153 dywizjon artylerii przeciwpancernej (do 30.08.1941 i od 13.11.1942)
- 334 bateria przeciwlotnicza (168 daplot)
- 24 kompania rozpoznawcza
- 94 batalion saperów
- 31 batalion łączności (767 łącz)
- 111 batalion medyczno-sanitarny
- 271 kompania przeciwchemiczna
- 117 (35) kompania transportowa (62 btransp)
- 18 (281) piekarnia polowa
- 4 (201) punkt weterynaryjny
- 117 stacja poczty polowej
- 263 kasa polowa

## Dowódcy dywizji
- płk Iwan Fadiejew (był w 1939)[1]